# Pays des Collines
Le Pays des Collines est une région naturelle sise entre l'Escaut et la Dendre (Belgique), caractérisée par son aspect vallonné. Topographiquement, elle est la même que la région appelée « Ardennes flamandes » de la Région flamande immédiatement voisine. Son sommet, le Pottelberg ("mont de Potte", 157 mètres) se trouve sur la commune de Flobecq, à la frontière des deux régions linguistiques,  francophone et néerlandophone. Administrativement, le Pays des Collines se trouve dans la province de Hainaut (Région wallonne de Belgique).

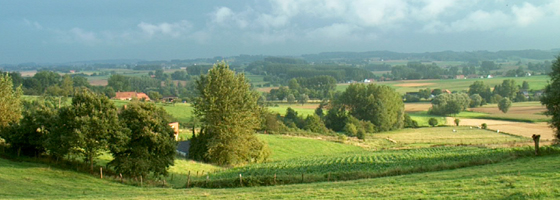
Vue d'une partie du "Pays des collines" (Hainaut, Belgique).

## Description
Le Pays des Collines regroupe les communes de Ellezelles,Flobecq, Frasnes-lez-Anvaing, Mont-de-l'Enclus, ainsi que trois villages d’Ath : Ostiches, Houtaing et Mainvault. Région de bosquets et de bocages, le Pays des Collines se situe dans la partie nord-ouest du Hainaut, en bordure de la région flamande ; il se détache entre les vastes plaines du sud de Bruxelles et de l’est du Tournaisis.

### Parc naturel
À l’origine, Théo Mercenier, Jacques Vandewattyne et l'abbé Albert Delcour lancèrent, dans les années 1970, l’idée de créer un Parc naturel du Pays des Collines. Ce parc constitue « le label d’une région » et offre à ses habitants et aux visiteurs, des paysages préservés et entretenus, ainsi qu'un artisanat vivant. Sa superficie totale est de 23 327 hectares pour 25 572 habitants (au 1er janvier 2005).

### Côtes
Le relief vallonné et accidenté du Pays des Collines est parsemé de nombreuses côtes souvent empruntées lors de courses cyclistes professionnelles et amateurs. Parmi les plus fréquentées, se trouvent le Mont Saint-Laurent, la côte de Trieu, le Mont de l'Enclus, le Rossignol, le Bourliquet, la côte de Les Hauts et la côte du Dieu des Hauts.

### Moulins
Le moulin du Cat Sauvage est un des monuments caractéristiques du pays des Collines.
Dressé sur une crête de 116 mètres d'altitude, il ne passe pas inaperçu.
Ce moulin à vent, à corps tournant, a été construit entièrement en bois pour la comtesse de Rohan-Soubise, en 1750. La comtesse possédait 99 moulins grandeur naturelle, le centième, quant à lui, était une miniature en or qui ornait sa cheminée. En 1960, le moulin fut classé comme monument. Le propriétaire actuel est la commune d'Ellezelles.
Le Blanc-Moulin à Ostiches en est un autre qui peut être aperçu le long de la route des collines.
On y trouve aussi : Le moulin à eau du Tordoir, avec roue à aubes (à Ellezelles) ; le moulin à eau du Moufflu (à Wodecq) ; les moulins du Marais des Sœurs et de Saint Pierre.

### Fermes pédagogiques
Dans la région du Pays des Collines se trouvent trois fermes pédagogiques : la ferme de Cambronchaux, la ferme Dorlou et la ferme du Harby. Ces fermes proposent aux plus jeunes de s’initier aux secrets de la ferme et de ses animaux, et d'apprendre dans des ateliers la fabrication de pain, du beurre… Elles ouvrent leurs magasins bios avec des produits du terroir.

### Écomusée de Lahamaide
L'Écomusée de Lahamaide permet de redécouvrir les gestes du travail, de la terre et la vie rurale. Il a été créé en 1974, sous le nom de Musée vivant. Au départ, le musée avait pour objectif de sauvegarder d'anciens outils et des machines agricoles.

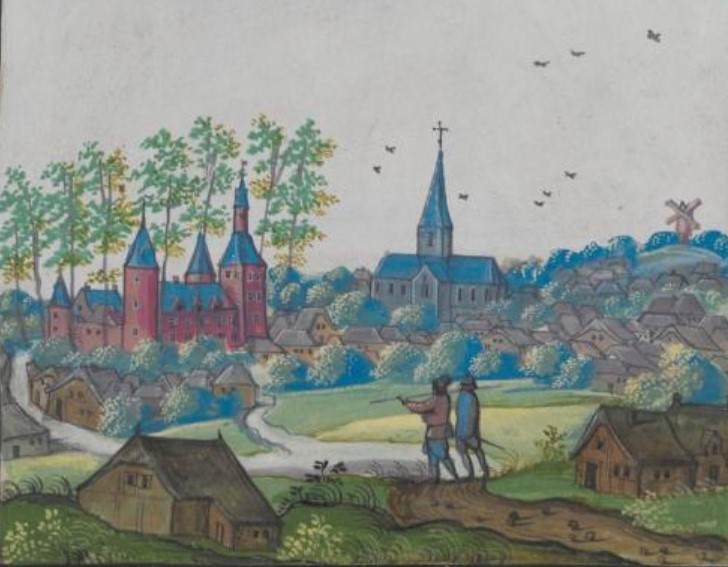
Pays des Collines, village et château de Lahamaide

Les hangars agricoles des années 1950 abritent les thèmes de la moisson et du travail de la terre selon les saisons. Après un passage par l'Estaminet, les visiteurs traversent des salles présentant la vie quotidienne et l'artisanat locaux.
Vient ensuite l'exposition des objets trouvés sur le site du château de Lahamaide qui devint le dépositaire des souvenirs de la tragique évolution de la Terre des Débats, et des guerres de religion. 
Le comte Lamoral d'Egmont, héritier du château de Lahamaide où il est né, eut un impact important durant la période de la Renaissance, sur le Pays des Collines.
Le musée dispose également d'un espace destiné aux expositions temporaires, sur des thèmes liés à la vie rurale, comme les moulins ou le pain, sans oublier une salle de conférence, une bibliothèque et le jardin qui permet de s'intéresser aux essences indigènes anciennes.

### Le Sentier de l’Étrange
En 1974, le peintre Jacques Vandewattyne lance le manifeste du folk art, mouvement destiné à mettre en valeur et à transmettre les traditions populaires dont une des initiatives sera le Sentier de l’Étrange. En 1984, il voit le jour : sculptures, bas-reliefs et autres œuvres sont exposés dans ce musée en plein air le long d'un sentier de promenade à Ellezelles.

## Documentation

### Géants
| Ellezelles | Flobecq | Mainvault   | Ostiche | Frasnes-lez-Anvaing | Mont-de-l'Enclus   |
| --- | --- | ----------- | ------- | --- | ------------------ |
| - Jean-Jean - Jeannette - Quintine - Vincent Van Gogh (en restauration) - Jean (Grand-Monchaut) - Renelde (Grand-Monchaut) - Quentin le sot d'Ocq (Wodecq) - Le P'tit Louis (Wodecq) | - Sylvie - Toûne - Georges Délizée - Le cochon - Saint-Antoine - Papa cochon - Maman cochon - Bébé cochon - Jacobus du Pottelberg (Mont-de-Potte) - Jeanne-Lisette d'Ancre - La Mayoresse de la gare | Eul' Tacheu | Prosper | - Le Couziau - Zélie - Bastien - Bocquimut - Malou (Hacquegnies) - Anvinium (Anvaing) - Anven (Anvaing) - Anvinon (Anvaing) - Anvinette (Anvaing) - Eul' Penchu (Anvaing) - Eul' Marquis (Anvaing) - Joseph le crocheux (Anvaing) - Tutur (Forest) - Julia (Forest) - Le Pompier (Herquegies) | Nénesse (Amougies) |

### Illustrations

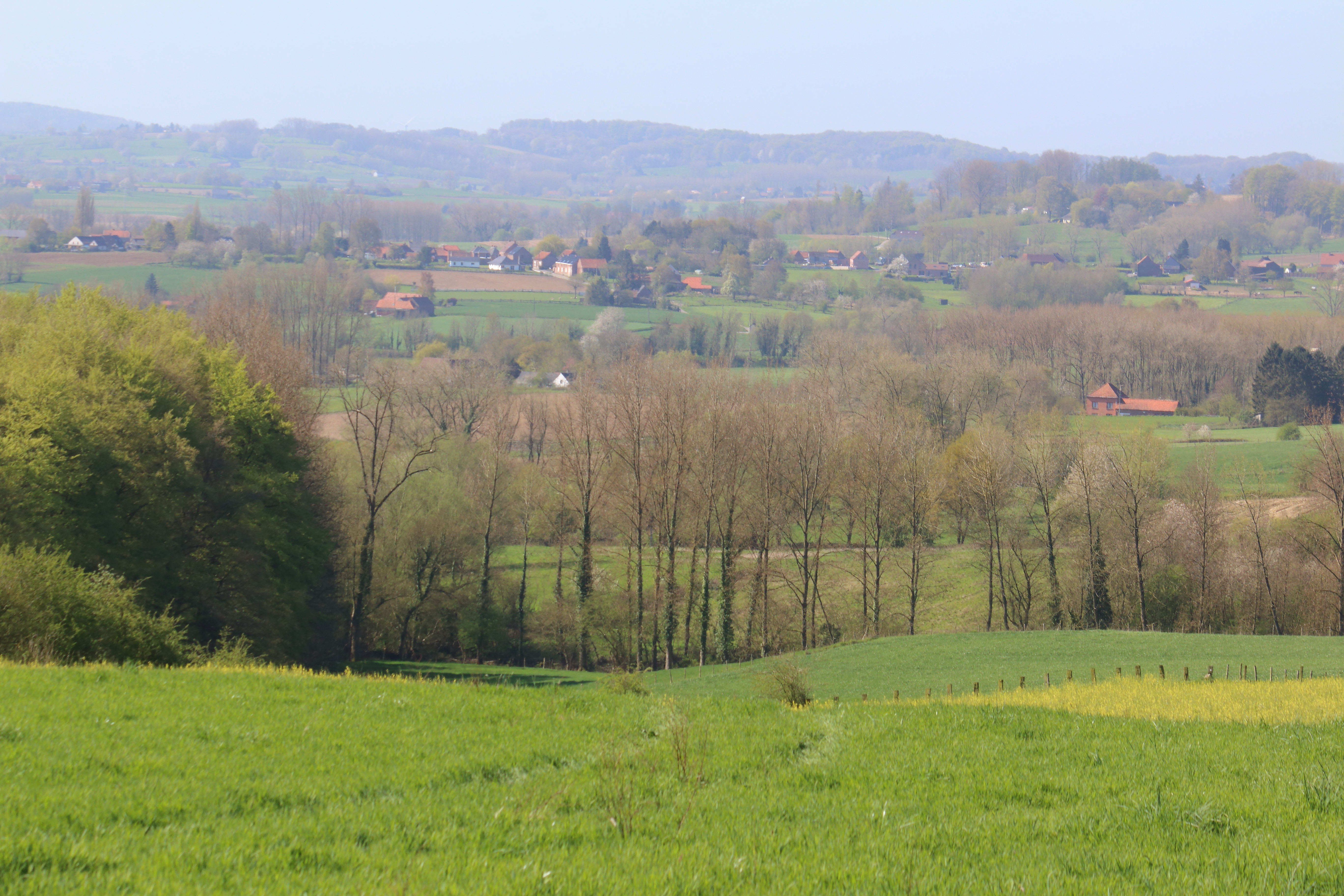
Collines à Flobecq
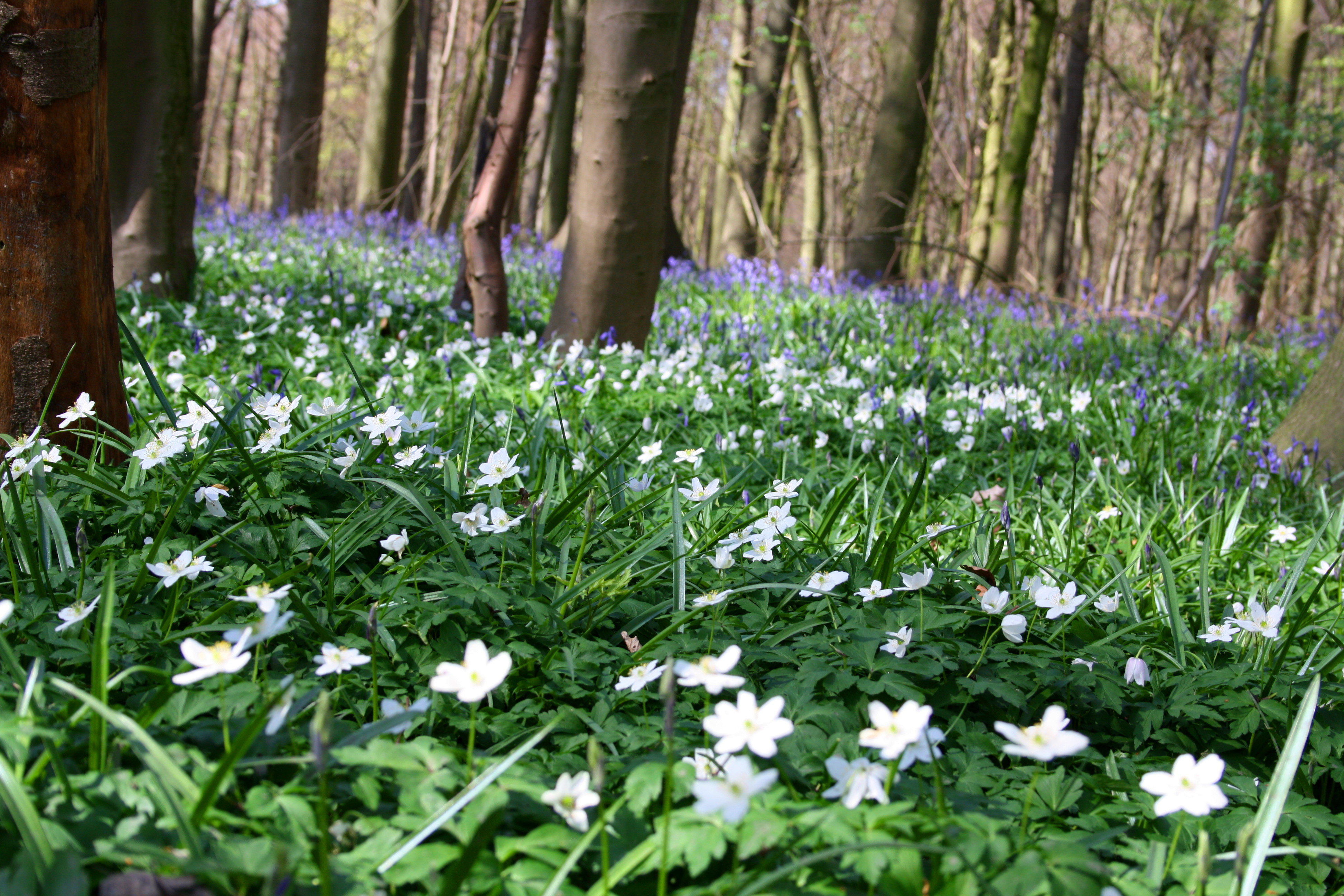
Bois d'Hubermont, Bois d'Antoing et Bois de Leuze
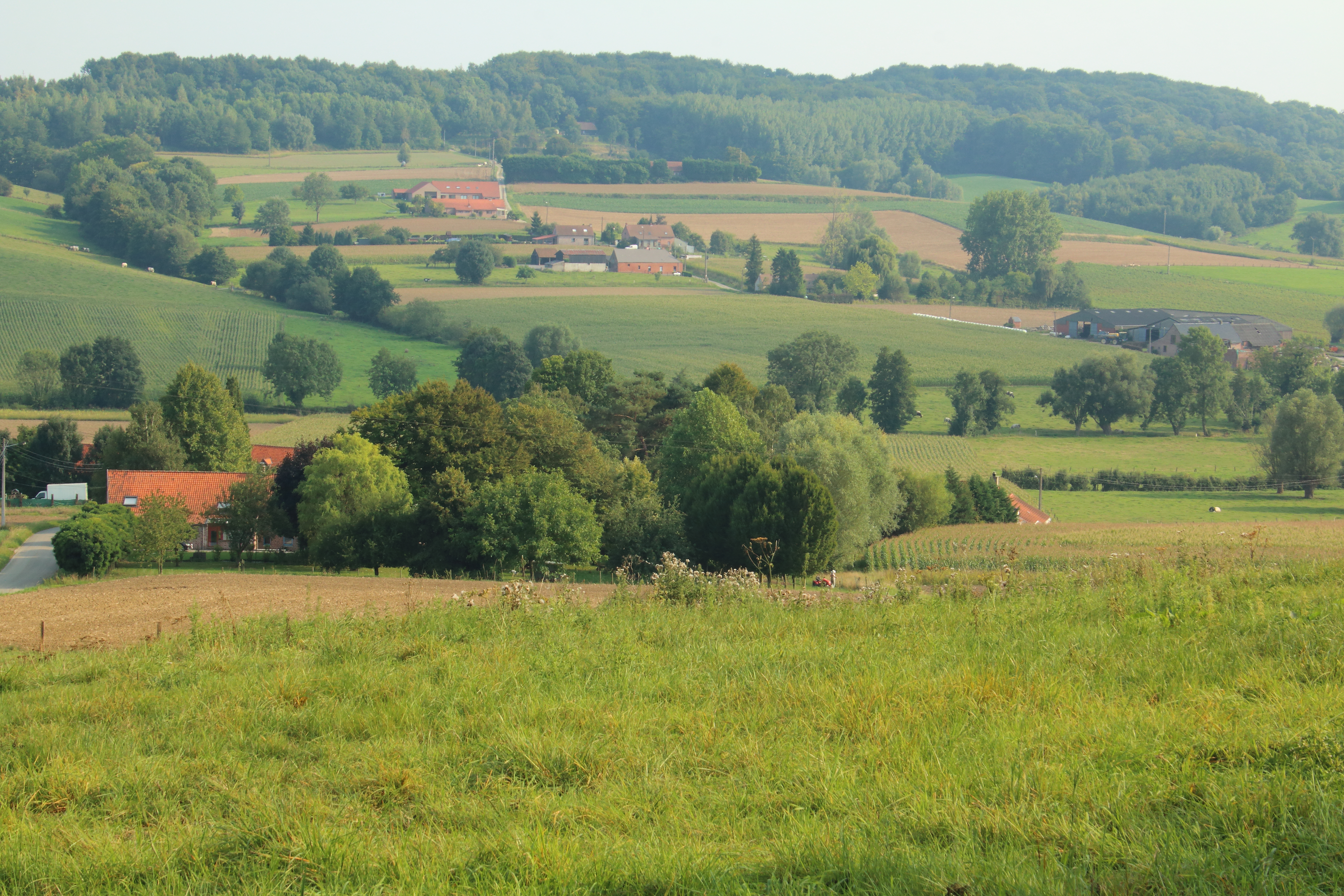
Collines et Bois Lefèbvre à Frasnes-lez-Anvaing
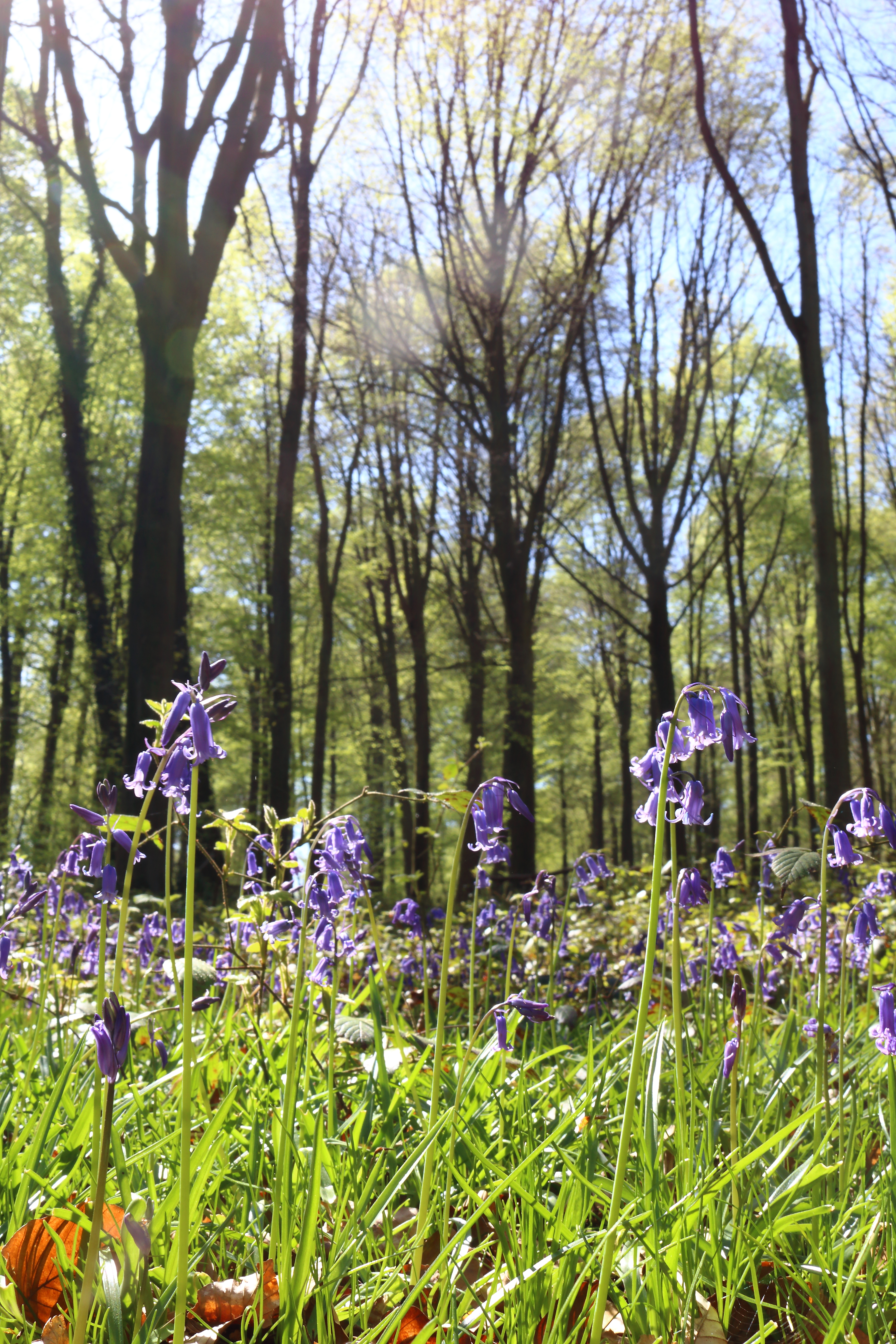
Bois de la Louvière
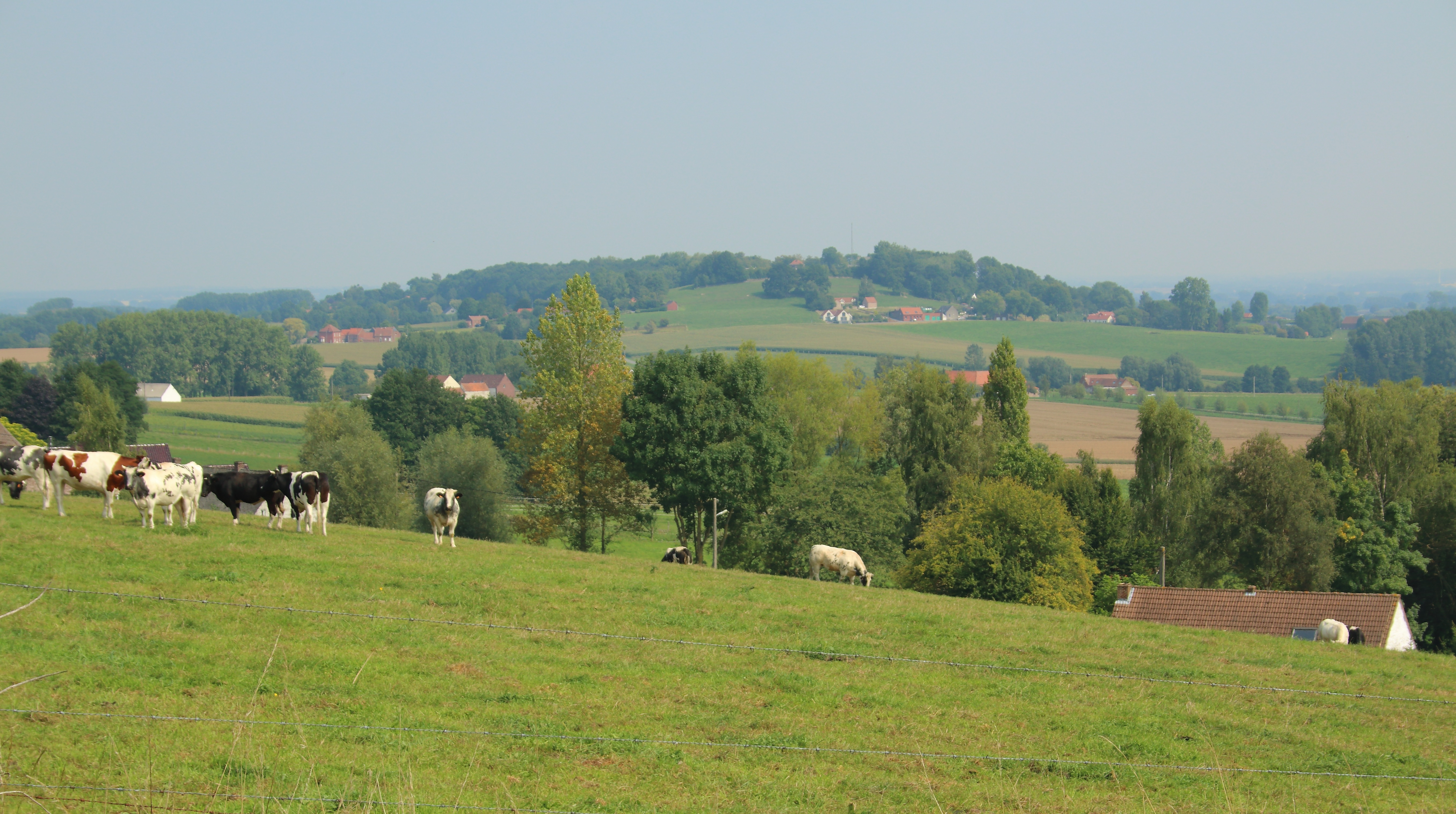
Collines autour de Mainvault